# Cosmosoma remota
Cosmosoma remota là một loài bướm đêm thuộc phân họ Arctiinae, họ Erebidae.